# Mehmels

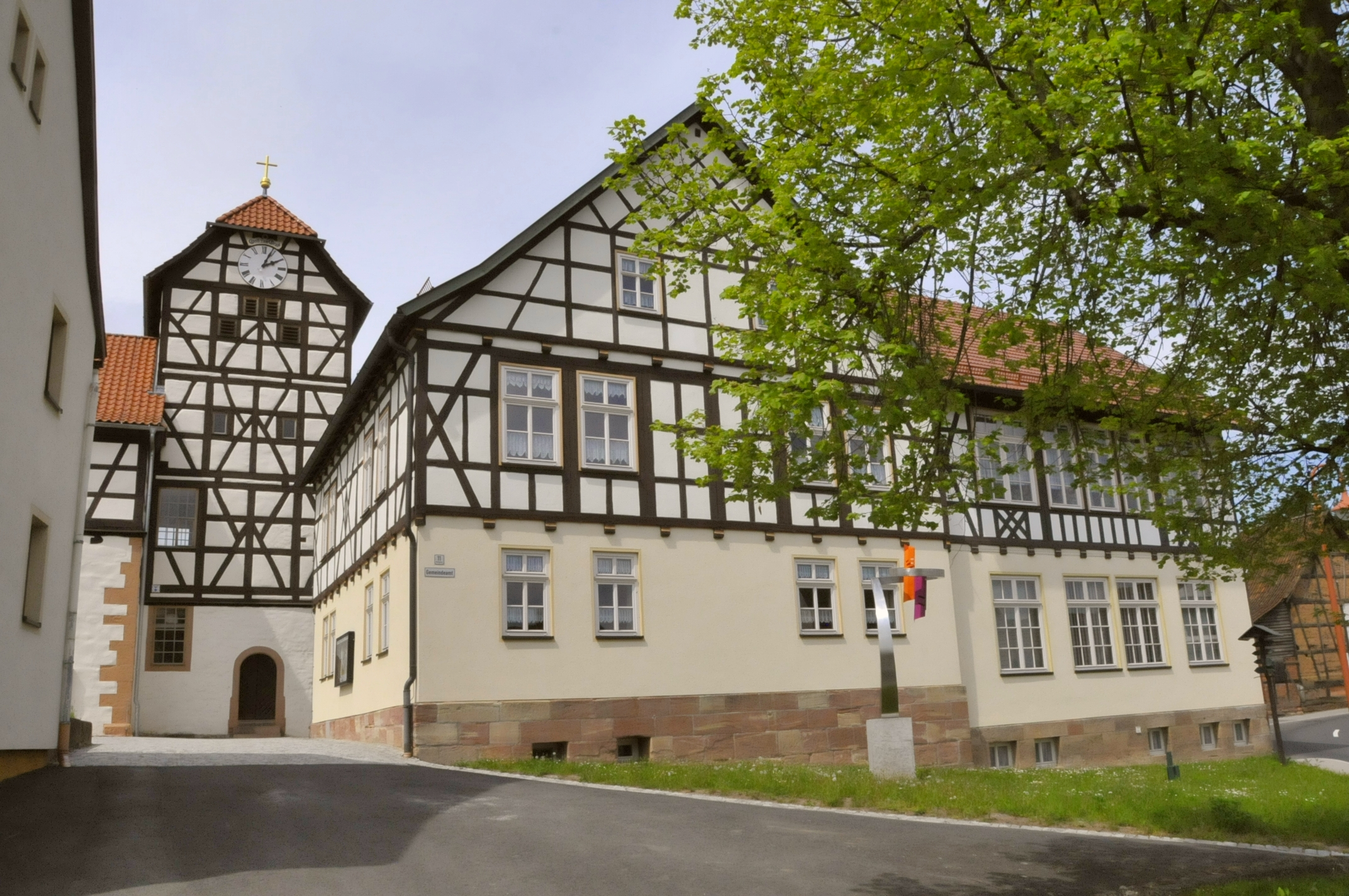
Gemeindeamt und Kirche

Mehmels ist eine Gemeinde im Landkreis Schmalkalden-Meiningen in Thüringen. Sie gehört der Verwaltungsgemeinschaft Wasungen-Amt Sand an, die ihren Verwaltungssitz in der Stadt Wasungen hat. Mehmels liegt zwischen dem Thüringer Wald und der Hohen Rhön im Südwesten Thüringens.

## Geografie
Die Gemeinde Mehmels liegt im Umfeld der Städte Schmalkalden und Wasungen sowie der Stadt Meiningen. Nördlich von Mehmels liegt die mittlerweile zum Wartburgkreis gehörende Stadt Eisenach. 
Die Hohe Geba und der Dolmar prägen das Landschaftsbild.

## Geschichte
Der Ort wurde 1285 als Meynboldesdorf in einer vom Grafen Heinrich II. von Henneberg bewilligten Verkaufsurkunde erstmals erwähnt. Mehmels ging vom späten 13. Jahrhundert an verschiedene Grundherren und Klöster zu Lehen und wurde Mitte des 14. Jahrhunderts durch das Adelsgeschlecht der Auerochs zum Rittersitz. Der Ort lag im hennebergischen Amt Wasungen, das ab 1680 zum Herzogtum Sachsen-Meiningen gehörte.
Mehmels war 1612 von Hexenverfolgungen betroffen: Zwei Personen wurden in den Hexenprozessen hingerichtet: Käthe Halbig und Anna Gramm.

## Religion
56 % der Einwohner von Mehmels sind evangelisch, nur 3 % katholisch. Die evangelisch-lutherische Kirche „Zum heiligen Kreuz“ in Mehmels gehört zum Pfarrbereich Wasungen im Kirchenkreis Meiningen der Evangelischen Kirche in Mitteldeutschland. Für die wenigen Katholiken ist die Pfarrei St. Marien (Meiningen) im Dekanat Meiningen des Bistums Erfurt zuständig.

## Politik
Der Gemeinderat von Mehmels setzt sich aus 6 Ratsfrauen und Ratsherren zusammen.
- Freie Wähler 5 Sitze
- Wählergruppe Möllers 1 Sitz

(Stand: Kommunalwahl am 26. Mai 2019)
Als ehrenamtlicher Bürgermeister wurde René Gramann gewählt.

## Kultur und Sehenswürdigkeiten

### Museen
Die Geschichte von Mehmels kann in den Heimatstuben betrachtet werden. Neben fachkundigen Führungen beim Besuch der Heimatstube bietet der Heimatverein Vorträge über die Ortsgeschichte vergangener Tage, denkmalgeschützte Bauwerke des Ortes sowie Entwicklung und Geschichte des Dorfhandwerks.

### Regelmäßige Veranstaltungen
- Dorffest, im Juli
- Traditionelle Scheunenkirmes, im Herbst

## Verkehr
Durch den Ort verläuft die L 2619 von Oberkatz nach Wasungen. An der Abzweigung der Kreisstraße K 2520 im Westen des Ortes, die nach Solz führt, steht der im Bild dargestellte steinerne Wegweiser aus dem Anfang des 20. Jahrhunderts, ein weiterer Wegweiser aus alten Zeiten (Jahreszahl unkenntlich) steht am Gemeindehaus.
Mehmels liegt fünf Kilometer südwestlich von Wasungen. Dort befinden sich mit der Bundesstraße 19 und einem Bahnhof an der parallelen Bahnstrecke Eisenach–Meiningen–Eisfeld die nächsten Anschlüsse an das überörtliche Verkehrsnetz. Wochentags verbinden die Buslinien 411 und 412 der Meininger Busbetriebs GmbH Mehmels mit Meiningen.

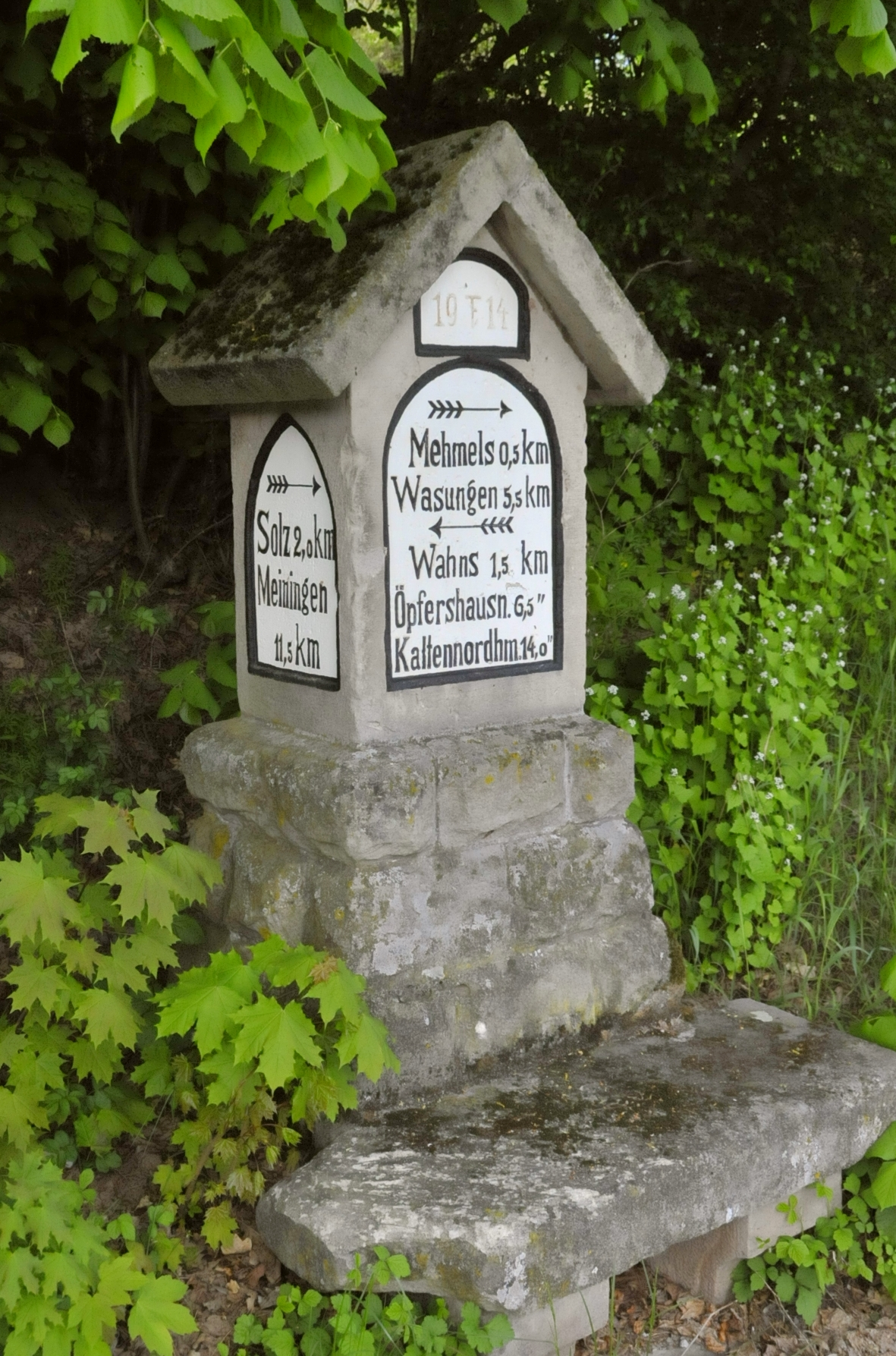
Wegweiser westlich des Ortes
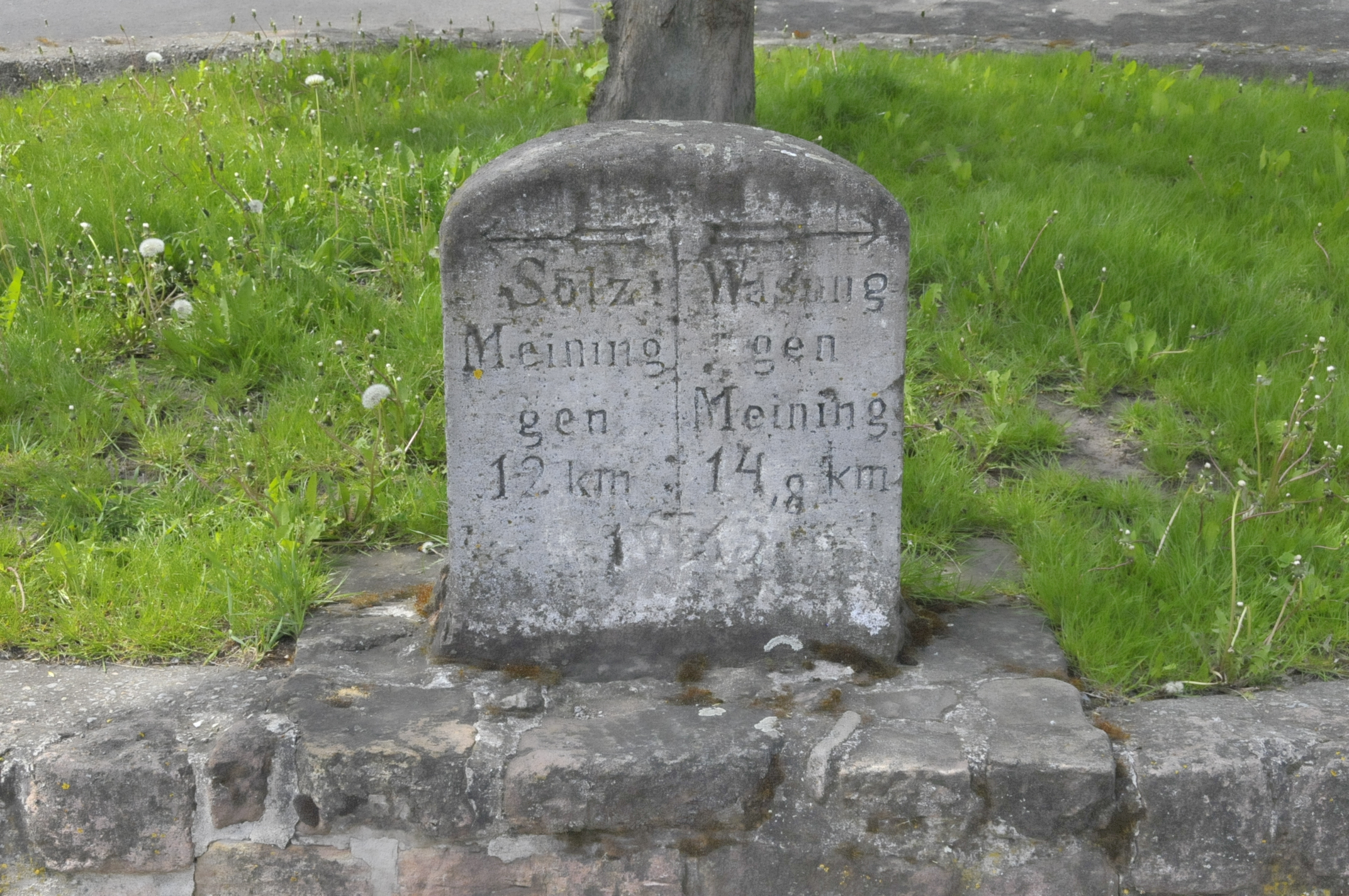
Wegweiser beim Gemeindehaus
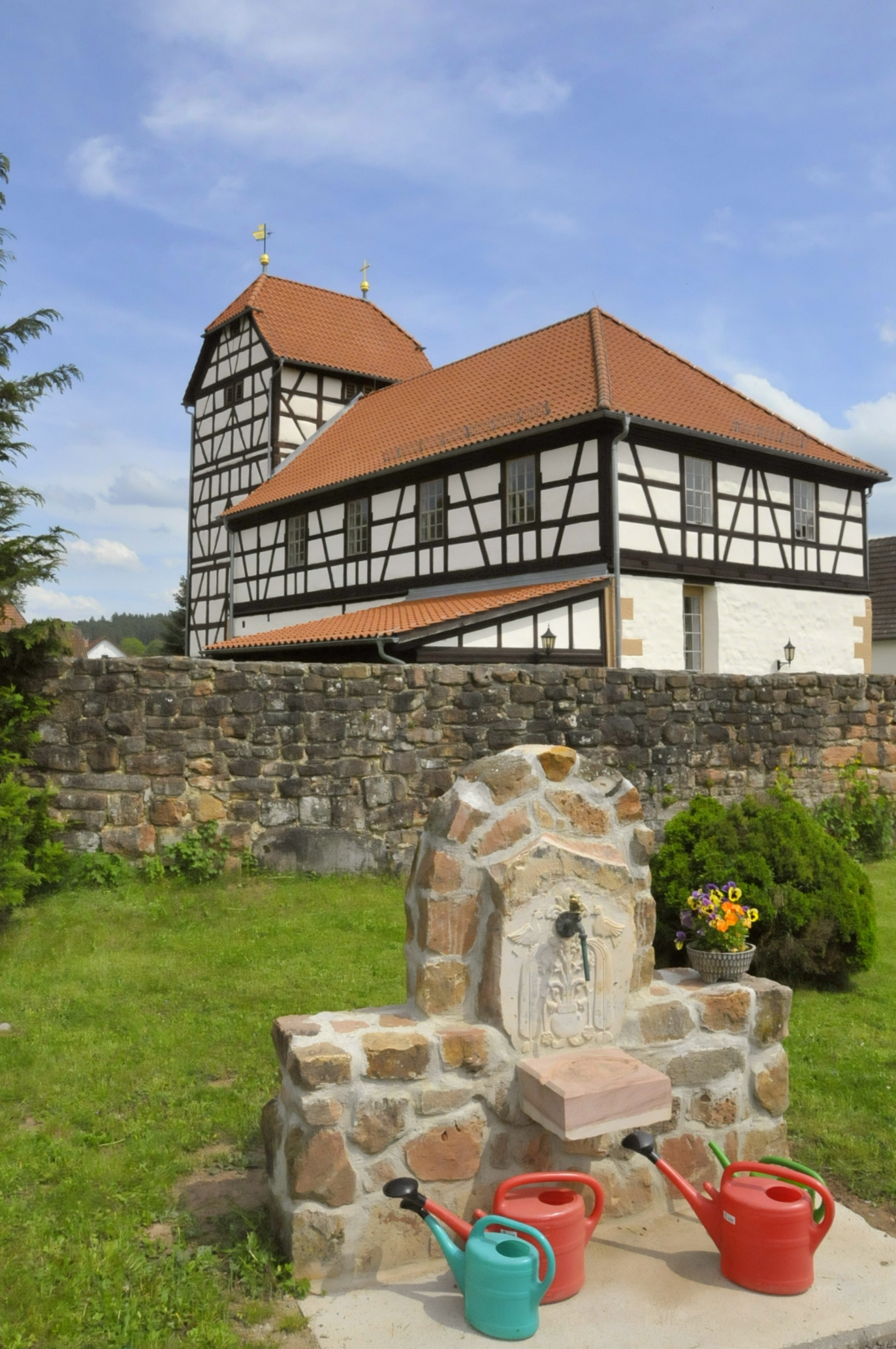
Kirche vom Friedhof aus gesehen
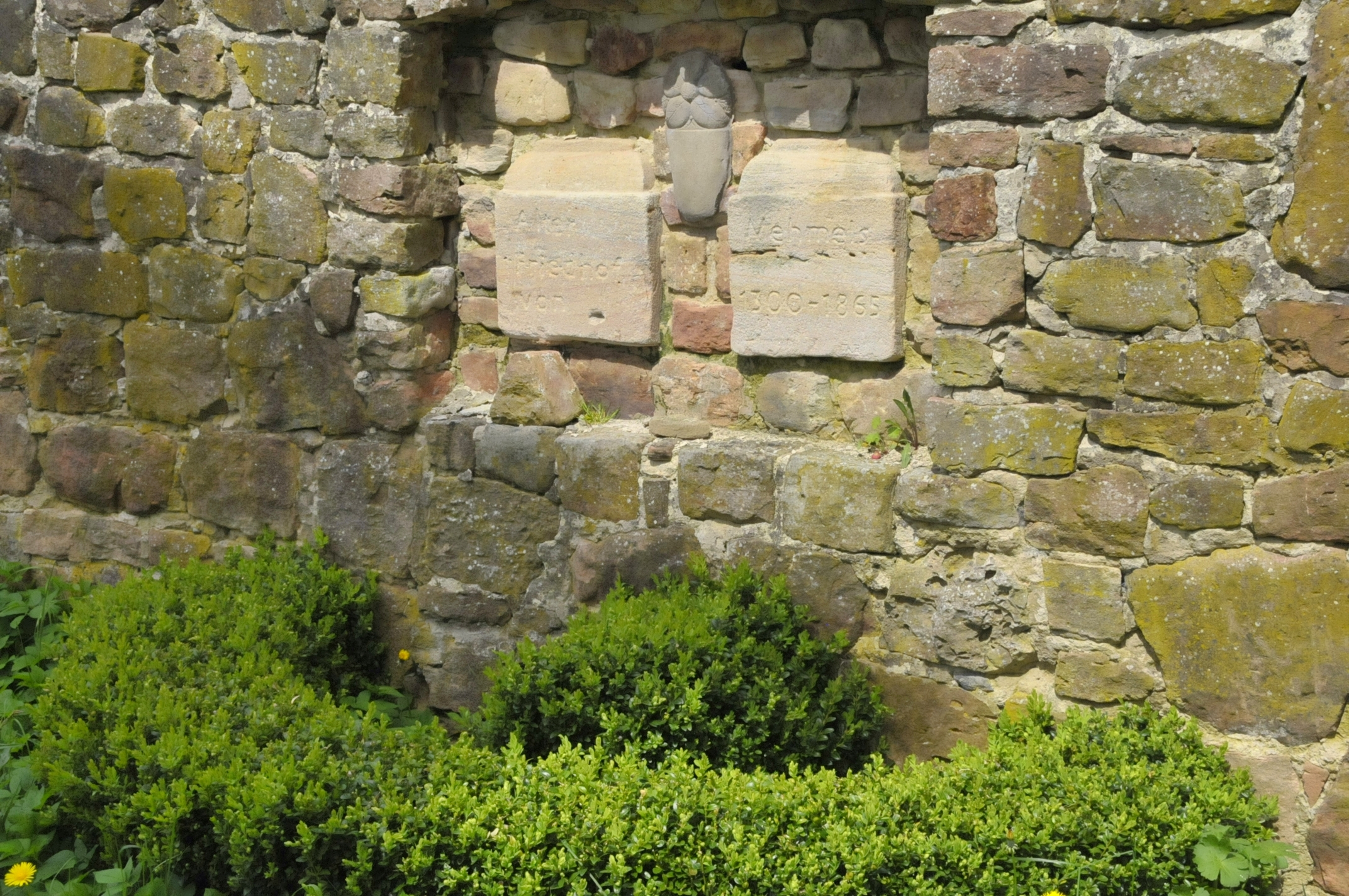
Gedenktafeln in der Kirchhofmauer, die an den ehemaligen Friedhof erinnern, der hier von 1300 bis 1865 lag.